# Verzweigung Gellert
Verzweigung Gellert, auch Gellert-Dreieck, ist eine Autobahnverzweigung der A2 und A3 in Basel. Die Verzweigung Gellert ist ein wichtiger Strassen- und Eisenbahnknotenpunkt, der auf insgesamt vier Ebenen geführt wird. Das Bauwerk besteht aus Viadukten, Brückenbauwerken und mehreren Tunneln. Mit einem Verkehrsaufkommen von täglich über 150.000 Fahrzeugen gehört die Verzweigung Gellert zu den meistbefahrenen Strassenabschnitten der Schweiz. Die Verzweigung Gellert ist Teil der sogenannten Osttangente in Basel, des 11,2 Kilometer langen Autobahn-Streckenabschnitts von Schweizerhalle bis zum Grenzübergang nach Deutschland.

## Geschichte
Am 28. September 1968 genehmigt der Bundesrat den Bau des innerstädtischen Projekts Gellert-Dreieck bis zur Landesgrenze.
Nach 17 Jahren Bauzeit wurde die Verzweigung Gellert am 5. Dezember 1985 in Betrieb genommen. Das gut 130 Millionen Franken teure Bauwerk wurde am Wochenende vom 18. und 20. Oktober 1985 von rund 3000 Interessierten vor der Inbetriebnahme besichtigt. Die Baukosten des in zwei Abschnitten realisierten Autobahndreiecks gliedern sich wie folgt:
|           | Landerwerb    | Bauausführung |
| --------- | ------------- | ------------- |
| 1. Etappe | 32.5 Mio. CHF | 52.5 Mio. CHF |
| 2. Etappe | 12.8 Mio. CHF | 33.2 Mio. CHF |

Im Jahr 2014 wurde am Gellert-Dreieck der Fahrbahnbelag erneuert.

## Beschreibung

### Verkehrsführung der Verzweigung

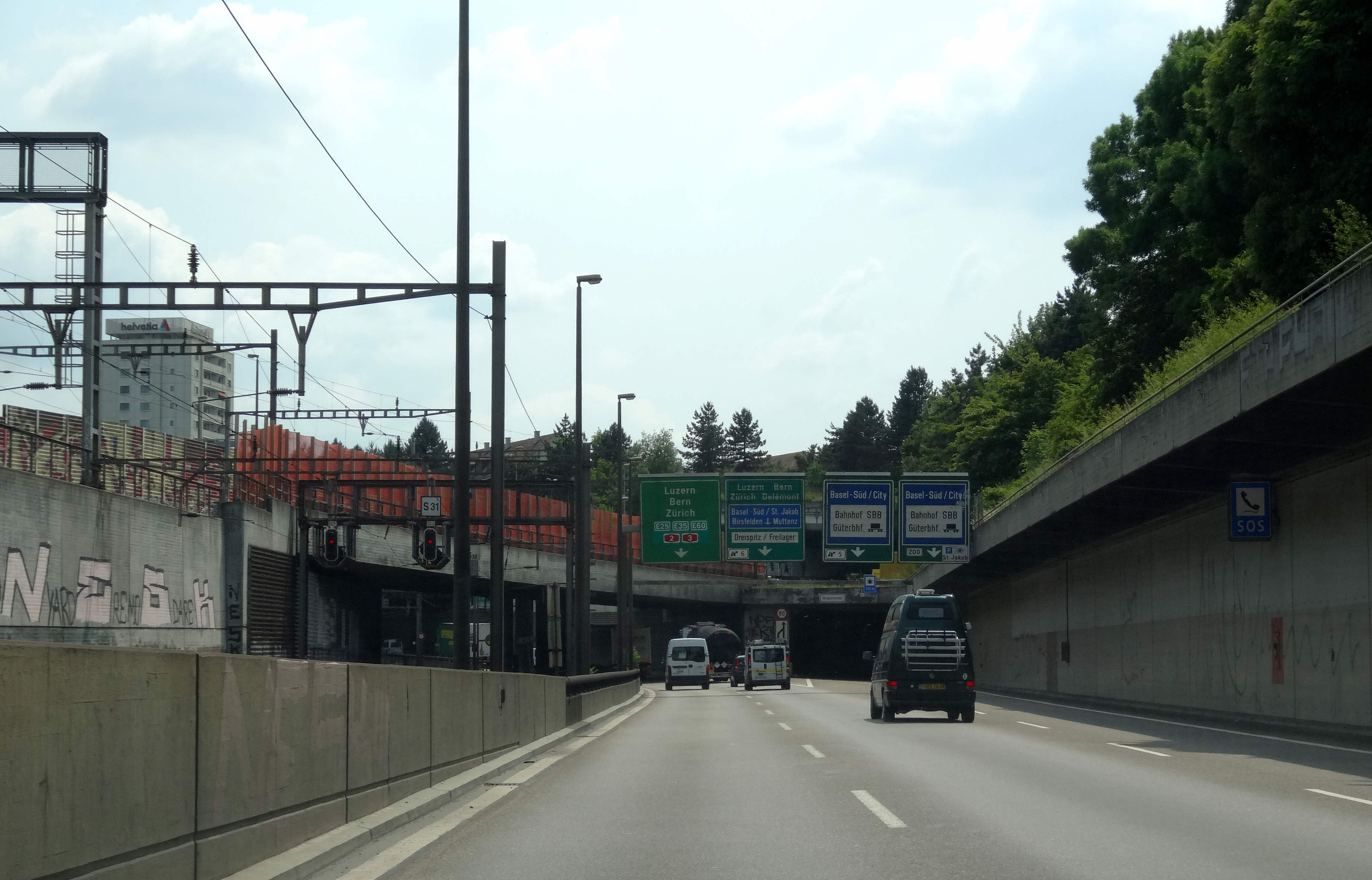
A2/A3 südwärts, Schilder für Ausfahrt "Basel-Süd/City" (2013)

Die Verzweigung Gellert ist nach dem gleichnamigen Stadtviertel Gellert im Quartier St. Alban benannt. Die Verzweigung hat die Form einer Hypozykloide. Die dreizackige Form zeigt grob in nördliche, südöstliche und in westliche Richtung. 
Die beiden Autobahnen A2 / A3 werden am Gellert-Dreieck von Südosten aus Richtung Schweizerhalle nach Norden und weiter über die Schwarzwaldbrücke gelenkt. Befährt man die umgekehrte Richtung von Norden nach Südosten auf den Autobahnen, unterquert der 1978 fertiggestellte Prattelertunnel diese Fahrtrichtung. Von Südosten gelangt man über die Galerie Gellerthochhaus (Fertigstellung 1985) ins Areal Grosspeter. Die Auffahrt am Wolf-Areal von der St. Jakob-Strasse wird über eine Auffahrtsrampe (Brücke Singer) umgesetzt. Die Fahrspuren trennen sich einerseits nach Südosten in Richtung Zürich und Bern und andererseits über den Oberen Tunnel in nördliche Richtung nach Deutschland und Frankreich. Von Norden kommend lässt sich die Autobahn über den 320 Meter langen Singertunnel ebenfalls in Richtung Grosspeter-Areal verlassen und man gelangt damit in die Basler Innenstadt. Aus diesem Grund trägt die Verzweigung Gellert die Anschluss-Nummer 5 (Basel-Süd / City).

### Umgebung
Neben dem Strassen-Kreuzungspunkt nutzt auch die Eisenbahn die Verzweigung, um die gleichen Richtungswechsel umzusetzen. Die Eisenbahnlinien folgen im Wesentlichen den Strassen und verlaufen parallel zu ihnen. Aus diesem Grund ist das komplizierte Verkehrsbauwerk für Strassen- und Eisenbahnverkehr auf vier Ebenen ausgebildet worden. Von Westen und von Südosten führt die Eisenbahntrasse ebenfalls über Tunnelbauwerke nach Norden und umgekehrt. Von Westen nach Norden verläuft die Basler Verbindungsbahn über den Knotenpunkt Gellert. Südlich der Verzweigung befindet sich der Güterbahnhof Wolf und ein Hupac-Umladeterminal.
Eine Besonderheit für ein Autobahndreieck ist, dass die Fläche innerhalb des Dreiecks ebenfalls bebaut ist. Neben gewerblichen Bauwerken im Süden erschliesst die Prattelerstrasse der Dreiecksform folgend ein kleines Wohngebiet mit mittelhohen Wohnhäusern. Im südöstlichen Teil des inneren Gebietes befindet sich das Gellert-Hochhaus, nach dem die gleichnamige Galerie benannt ist, die direkt am Hochhaus vorbeiführt.
Nur wenige hundert Meter Luftlinie vom Gellert-Dreieck befindet sich das Stadion St. Jakob-Park, das unmittelbar an der Autobahn- und südlichen Eisenbahntrasse liegt. Östlich von der Verzweigung befindet sich der Komplex der Privatklinik Bethesda Spital. 
Im nördlichen Bereich überspannt die 1969 erbaute und 1988 umfassend instand gesetzte Gellertstrassenbrücke das Gellert-Dreieck. Die Gellertstrassenbrücke spannt über drei Felder mit den Feldweiten 17, 28 und 15 Meter über die Autobahn- und Eisenbahntrasse und verbindet den östlichen mit dem westlichen Teil des Gellert-Quartiers. Geplant ist, die bestehende Brücke durch einen Neubau bis 2026 zu ersetzen.